# Lucas Santamaria
Pour les articles homonymes, voir Santamaria (homonymie).
Pas d'image ? Cliquez ici

a Compétitions nationales et continentales officielles uniquement.

b Matchs officiels uniquement.
Dernière mise à jour le 16 mars 2025.
Lucas Santamaria, né le 28 avril 2001 à Madrid (Espagne), est un joueur international espagnol de rugby à XV jouant au poste de pilier droit.

## Biographie
Lucas Santamaria est formé à la pratique du rugby à XV au CR Liceo Francés de Madrid. Joueur prometteur, il participe au Championnat d'Europe des moins de 18 ans 2018. Dans la foulée, il intègre le centre de formation du Biarritz olympique, au sein duquel il reste quatre ans. Pendant sa formation au Biarritz olympique, il participe au titre espagnol acquis avec l'équipe d'Espagne des moins de 20 ans lors du Championnat d'Europe 2021, en étant titulaire lors de la finale.
En fin de saison 2021-2022, il participe à un match de gala avec la sélection espagnole, où il affronte les Barbarians au stade El Molinón de Gijón. Non conservé par le Biarritz olympique au terme de sa période espoir, il quitte le club mais reste au Pays basque, rejoignant le Saint-Jean-de-Luz olympique qui évolue en Nationale 2. Après quelques matchs disputés en début de saison, il se blesse et manque plusieurs mois. Il peut toutefois revenir en début d'année civile 2023, et décroche ses premières caps en équipe d'Espagne lors du Championnat d'Europe.

## Statistiques
| Année | Compétition          | Matchs | Points | Essais |
| ----- | -------------------- | ------ | ------ | ------ |
| 2023  | Championnat d'Europe | 5      | 5      | 1      |
| 2023  | Tests matchs         | 1      | -      | -      |
| 2024  | Championnat d'Europe | 3      | -      | -      |
| 2024  | Tests matchs         | 5      | -      | -      |
| 2025  | Championnat d'Europe | 4      | 10     | 2      |
| Total | Total                | 18     | 15     | 3      |

| Essai | Adversaire | Lieu                                  | Compétition          | Date            | Résultat | Score |
| ----- | ---------- | ------------------------------------- | -------------------- | --------------- | -------- | ----- |
| 1     | Allemagne  | Fritz-Grunebaum-Sportpark, Heidelberg | Championnat d'Europe | 12 février 2023 | Victoire | 14-32 |
| 1     | Suisse     | Stade Municipal, Yverdon-les-Bains    | Championnat d'Europe | 9 février 2025  | Victoire | 13-43 |
| 1     | Géorgie    | Stade Mikheil-Meskhi, Tbilissi        | Championnat d'Europe | 16 mars 2025    | Défaite  | 46-28 |

## Palmarès
- Vainqueur du Championnat d'Europe des moins de 20 ans en 2021 avec l'équipe d'Espagne des moins de 20 ans.